# 아비스파 후쿠오카
아비스파 후쿠오카(일본어: アビスパ福岡, Avispa Fukuoka)는 후쿠오카현 후쿠오카시 하카타구를 연고로 하는 일본의 축구팀으로 현재 J1리그에 소속되어 있으며 팀명인 아비스파(Avispa)는 스페인어로 "말벌"을 뜻하는데 이는 말벌의 팀워크와 빠른 움직임을 상징한다.

## 역사
1982년에 주오 방범(中央防犯, "중앙 방범") 축구단으로 창단한 뒤 1989년과 1990년 일본 사회인 축구 선수권 대회 우승을 이뤄냈고 1991년 일본 사커 리그 디비전 2로 승격된 후 그 해에 디비전 2에서도 우승을 이뤄냈다.
그리고 1995년 J리그 승격을 목표로 하던 중 J리그팀 유치를 추진하던 후쿠오카시로 연고지를 옮긴 후 "후쿠오카 브룩스"로 팀명을 변경했으며 같은 해 재팬 풋볼 리그에서 우승을 차지하며 J1리그 승격에 성공했다.
그럼에도 불구하고 열악한 재정과 엷은 선수층으로 인해 1997 시즌부터 2시즌 연속 리그 꼴찌의 처참한 성적으로 J1리그 참가결정전에까지 몰리며 강등위기를 맞기도 했으나 가와사키 프론탈레와 콘사돌레 삿포로를 꺾으며 간신히 J1리그 잔류에 성공했다.
이후 1999 시즌에 우라와 레즈에 골득실 1점차로 앞서면서 14위를 차지하는 등 하위권을 맴도는 상황에서도 끈질기게 J1리그에 잔류해왔지만 2001 시즌에 15위에 그치면서 결국 차기 시즌 J2리그 강등의 고배를 마셔야만 했다.
그 후 J리그 디비전 2 2005 준우승으로 5년만에 J1리그로 복귀했지만 이듬해 비셀 고베와의 J리그 승강결정전에서 원정 다득점 원칙에서 밀리면서 또 다시 차기 시즌 J2리그로 강등되었고 2010 시즌에는 2경기를 남겨두고 3위를 확정지으며 5년만에 또 한번 J1리그에 복귀했지만 2011 시즌 초반 리그 11연패를 포함해 13경기 연속 무승 및 7경기 무득점의 저조한 성적을 기록하며 4경기를 남겨두고 1시즌만에 다시 J2리그로 강등되는 수모를 겪었다.
그 후 J2리그 2015에서 3위를 차지하며 5년만에 J1리그 승격에 또 한번 성공했음에도 불구하고 차기 시즌인 J1리그 2016에서 18팀 중 꼴찌로 또 한번 J1리그의 높은 벽을 실감하며 J2리그로 강등되었다가 2020 시즌을 앞두고 새로이 부임한 하세베 시게토시 감독의 지휘하에 J2리그 2020에서 준우승을 차지하며 5년만에 또 한번의 J1리그 승격을 이뤄냈다.
그리고 J1리그 2021에서 20팀 중 8위에 오르며 J1리그에서의 종전 최고 성적을 거두었고 2년 뒤 J1리그 2023에서는 18팀 중 7위를 차지하며 아비스파 후쿠오카 구단 역사상 J1리그 역대 최고 성적을 거두는 기염을 토했다.
J1리그 승격 후 컵대회에서도 좋은 성적들을 거두었는데 2022 시즌 J리그컵에서는 구단 역사상 최초로 4강에 올랐고 그 해에 열린 천황배에서는 8강에 오르는 돌풍을 일으키더니 이듬해인 2023 시즌 J리그컵에서 우라와 레즈를 꺾고 사상 첫 국내 메이저 컵대회 우승의 기적을 이뤄낸 뒤 천황배에서도 같은 규슈 지역 연고팀인 로아소 구마모토와 함께 동반 4강 진출의 대업을 달성하며 아비스파 후쿠오카 구단의 새로운 역사를 만들었다.

## 수상 기록
- J2리그 : 준우승 (2005, 2020), 3위 (2004, 2010, 2015)
- J리그컵 : 우승 (2023), 4강 (2022)
- 천황배 : 4강 (2023)
- 재팬 풋볼 리그 : 우승 (1995)

## 선수 명단

### 현역
참고: FIFA 자격 규정에 따라 소속된 국가대표팀 국기를 표시합니다. 선수는 복수의 FIFA 비회원국 국적을 가지고 있을 수 있습니다.
| 번호 | 포지션 | 국적 | 이름            |
| ---- | ------ | ---- | --------------- |
| 7    | MF     |      | 가나모리 다케시 |
| 9    | FW     | 이란 | 샤합 자헤디     |
| 17   | FW     |      | 웰링통          |
| 33   | DF     |      | 더글라스 그롤리 |

| 번호 | 포지션 | 국적 | 이름 |
| ---- | ------ | ---- | ---- |

## 역대 감독
| 감독                 | 임기      |
| -------------------- | --------- |
| 모리 다카지          | 1998      |
| 일리야 페트코비치    | 1998~1999 |
| 나카무라 시게카즈    | 2002      |
| 이마이 마사타카      | 2002      |
| 피에르 리트바르스키  | 2006~2008 |
| 시노다 요시유키      | 2008~2011 |
| 이케다 후토시 (대행) | 2012      |
| 이하라 마사미        | 2015~2018 |
| 파비오 페키아        | 2018~2019 |
| 하세베 시게토시      | 2020~2024 |
| 김명휘               | 2024~     |